# Морской стиль

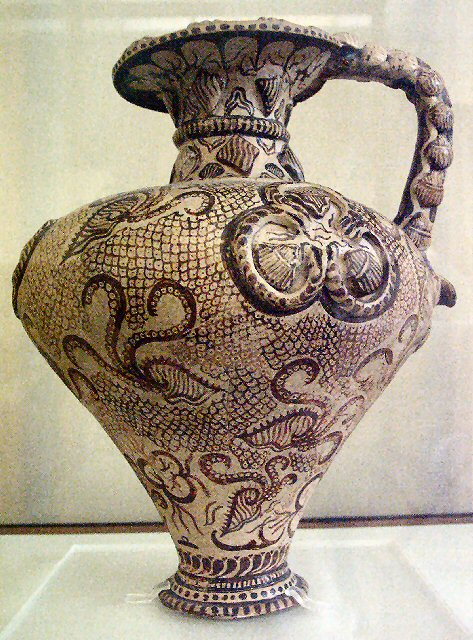
Кувшин в морском стиле

Морско́й стиль — стиль керамики в минойском искусстве, характерный для новодворцового периода (около 1650 г. до н. э. до 1450 г. до н. э.)
Признаки морского стиля — это мотивы с изображением морского мира, прежде всего аргонавтов, осьминогов, кораллов и дельфинов, которые наносились тёмной краской на светлый фон. На вазах в морском стиле также часто встречаются изображения ракушек и наутилусов.
Сосуды, выполненные в этом стиле, часто обнаруживают в дворцовых комплексах и культовых объектах, реже в захоронениях.